# Baptistère de Bekalta
Vous lisez un « article de qualité » labellisé en 2021.
Le baptistère de Bekalta, appelé aussi baptistère d'El Gaalla, est une cuve baptismale paléochrétienne richement décorée de mosaïques et dans un état de conservation remarquable retrouvée à l'extrême fin du XXe siècle près de Bekalta, dans la délégation du même nom et le gouvernorat de Monastir en Tunisie.
La découverte fortuite est liée à des travaux de nivellement du terrain dans l'exploitation d'une carrière occupant le terrain sur lequel le site archéologique est situé. L'exploitation a endommagé les vestiges du complexe religieux à laquelle appartenait la cuve, même si les sources divergent sur l'état initial du site ; quoi qu'il en soit, ce dernier n'a pas pu être étudié de façon satisfaisante.
Le baptistère constitue désormais une pièce majeure du département paléochrétien du musée archéologique situé à Sousse. En effet, les cuves baptismales pourvues de mosaïques sont extrêmement rares parmi les vestiges connus. La forme polylobée, très singulière dans le contexte d'un édifice religieux, en fait également un élément original. Ainsi, selon le père Silvio Gaston Moreno, « par sa forme polylobée et cruciforme ce baptistère […] est un cas unique en Afrique du Nord ».

## Localisation

Carte de la partie septentrionale de la Tunisie actuelle.

Le baptistère est découvert sur le territoire de la localité d'El Gaalla, dans la région de Monastir, entre Bekalta et Téboulba, à deux kilomètres au nord-ouest de Thapsus (ou au sud-est selon Néjib Ben Lazreg et Noël Duval) et au sud de Lamta, à 3 kilomètres au sud de Henchir Sokrine dans le Sahel tunisien, l'ancienne Byzacène de l'époque romaine.
Il est retrouvé sur une colline à 300 m de la mer, sous une épaisseur de 20 cm de terre.

## Histoire et découverte

### Rite du baptême dans l'Antiquité

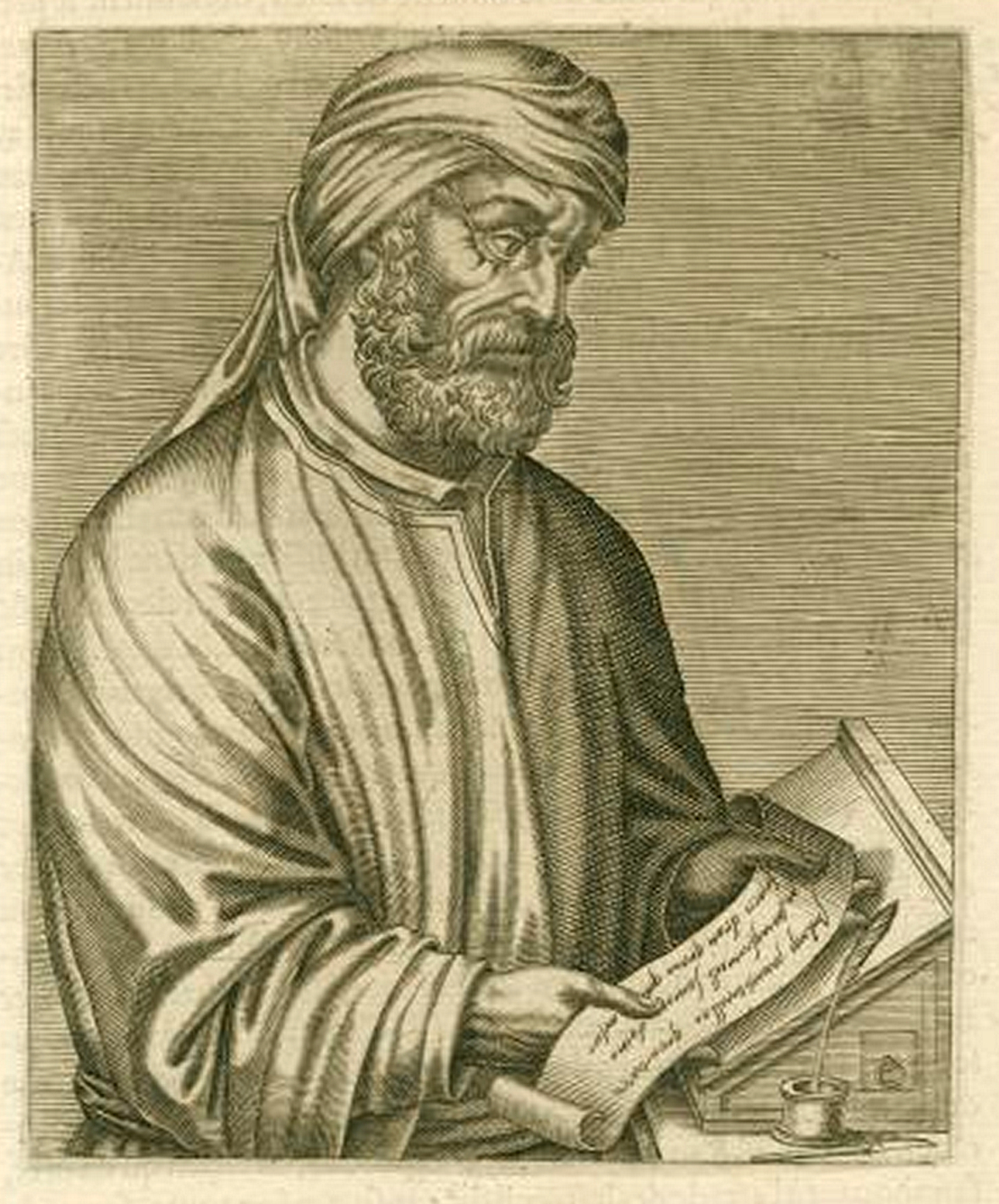
Portrait allégorique de Tertullien tiré des Vies des hommes illustres d'André Thevet (Lyon, 1584).

Le rite du baptême reprend ce qui est dit dans les Évangiles : il a pour but de donner « la délivrance du péché et de la mort éternelle » selon l'analyse du texte De Baptismo de Tertullien, « premier grand défenseur des chrétiens en Occident » et « description la plus ancienne » du rite apportant une réponse au désir de vie éternelle déjà présent en Afrique romaine, comme en témoigne le culte de Dionysos. Pour la période byzantine, Erhard Schneider évoque « une certaine affinité » avec le rituel exprimé dans les sources littéraires du IIIe siècle.
Deux étapes existaient, le catéchuménat et le baptême. Tertullien est contre le baptême des jeunes enfants car le « vocabulaire n'est pas […] fixé ».
La démarche des futurs baptisés débutait par un entretien avec « une autorité religieuse » qui procédait à un premier enseignement des préceptes d'une vie catholique et des rituels d'imposition des mains, d'abjuration des démons et par le fait de « manger du sel béni ». Il s'agissait à la fois d'instruire et de tester la moralité des postulants, par une « préparation morale » au baptême. La formation stricto sensu suivait cette première phase, ainsi que l'immersion dans le bain du baptistère. Le postulant, appelé désormais catéchumène, était examiné et devait suivre une période de pénitence.
Une cérémonie avait lieu la veille de Pâques, « jour le plus solennel » car correspondant à la Passion du Christ, « pour bien marquer le lien entre le sacrement et la Résurrection de Jésus ». La cérémonie pouvait avoir lieu à tout autre moment du « Jour du Seigneur ».
La cérémonie commençait par une veillée et était présidée par l'évêque du lieu qui bénissait l'eau du baptême « en invoquant l'Esprit de Dieu pour lui conférer la force sanctifiante de l'Esprit ». Le baptême est supposé libérer le baptisé du péché. Les rites pré-baptismaux comprenaient « la bénédiction de l'eau et la renonciation à Satan » ; ce dernier rite ayant lieu avant la piscine.
Le catéchumène plongeait ensuite dans la cuve baptismale et regardait les inscriptions écrites dans la mosaïque ; l'évêque accompagnait alors le catéchumène qui effectuait sa profession de foi par une phrase credo prononcée et accompagnée d'une immersion dans la cuve, réponse à une phrase débutant sans doute par credis et évoquant la Trinité. Le baptême était effectué par immersion.
Des rites avaient lieu après le baptême stricto sensu : « l'onction, la signation, et l'imposition des mains ». La cérémonie s'achevait par l'évêque qui effectuait une onction d'huile sainte sur le baptisé et traçait une croix sur son front en forme de tau, lui entrecroisant les mains. L'évêque posait la main sur la tête du baptisé. Ce dernier, à partir de ce moment, pouvait désormais assister aux messes et aux communions. La cérémonie était close par une synaxe qui permettait la rupture du jeûne débuté la veille.

### Histoire ancienne

#### Bref résumé de l'histoire ancienne de la région

Cartes des provinces de l'Afrique romaine après la réforme de Dioclétien.

La région dans laquelle a été découvert le baptistère est influencée par la civilisation carthaginoise. Au tout début du IVe siècle, la province d'Afrique est divisée par Dioclétien en trois entités : Tripolitaine, Byzacène et Zeugitane. La Byzacène a alors Hadrumète pour capitale. La région, comportant des cités importantes, est un terreau favorable pour la christianisation de l'Afrique du Nord qui s'accélère au IVe siècle. Les chrétiens africains s'opposent pendant un siècle avec le schisme donatiste dans la lignée de Donatus Magnus. Le donatisme se diffuse en majorité dans le « prolétariat rural de condition libre », les circoncellions. Le schisme était aussi une opposition sociale aux grands propriétaires souvent catholiques. Les conversions sont massives après 399 et l'interdiction du paganisme. La conférence de Carthage de 411 marque la défaite du donatisme et le triomphe du catholicisme.
La pression d'autres peuples et la réputation de richesse de la région attire les Vandales qui passent en Afrique du Nord en 429 et prennent Carthage dix ans plus tard. En 442, la conquête de la région par les Vandales est reconnue par l'Empire romain d'Occident de Valentinien III,,.
Dans la seconde moitié du IVe siècle, les Vandales se convertissent à l'arianisme, tout comme les Alains. L'arianisme est condamné comme hérésie dès le premier concile de Nicée. Certains rois vandales, Genséric ou Hunéric, persécutent les populations d'Afrique non ariennes en bannissant certains de leurs membres. Peu de martyrs leur sont imputables, même si des atrocités sont incontestables sous Hunéric. Les autres rois ont opté soit pour une tolérance timide sous le règne de Gunthamund, soit pour une liberté de culte sous celui de Hildéric, ou encore pour de nouvelles persécutions sous celui de Thrasamund. Les rois vandales ont confisqué des terres de domaines impériaux et de riches propriétaires, même si l'occupation n'a pas été généralisée en Byzacène. Les Vandales ont adopté le mode de vie romain,, certains s'étant convertis au catholicisme en dépit du prosélytisme du clergé arien.
Le royaume vandale disparaît en 533 avec la reconquête des Byzantins de Bélisaire. Il ne s'agit pas alors de « ressusciter l'ancienne Afrique romaine » : les royaumes indigènes se maintiennent et la vie urbaine se dégrade, alors que l'on assiste à un « processus de concentration des terres et [à] la médiévalisation de la société rurale ». La région connaît des troubles graves et une crise sociale au milieu du VIe siècle. La Byzacène connaît une baisse de sa population et des sièges épiscopaux au VIe siècle, même si la situation semble rétablie au milieu du VIIe siècle. La reconquête byzantine entraîne un « ultime essor du christianisme ».
Le dernier tiers du VIe siècle connaît des troubles et le retour du donatisme, avec des querelles théologiques. La région intègre l'exarchat de Carthage sous le règne de Maurice, et ce jusqu'à la conquête musulmane du Maghreb. Les armées arabes la pillent après la bataille de Sufetula qui voit les Byzantins défaits en 647. Le sud de la Byzacène est livré à lui-même et la région pillée régulièrement pendant la seconde moitié du siècle, période qui précède la chute définitive de Carthage en 698 avec, dès 670, la fondation de Kairouan par les Arabes contre lesquels luttent les Berbères qui prennent un temps en mains la région jusqu'en 688.

#### Histoire du site

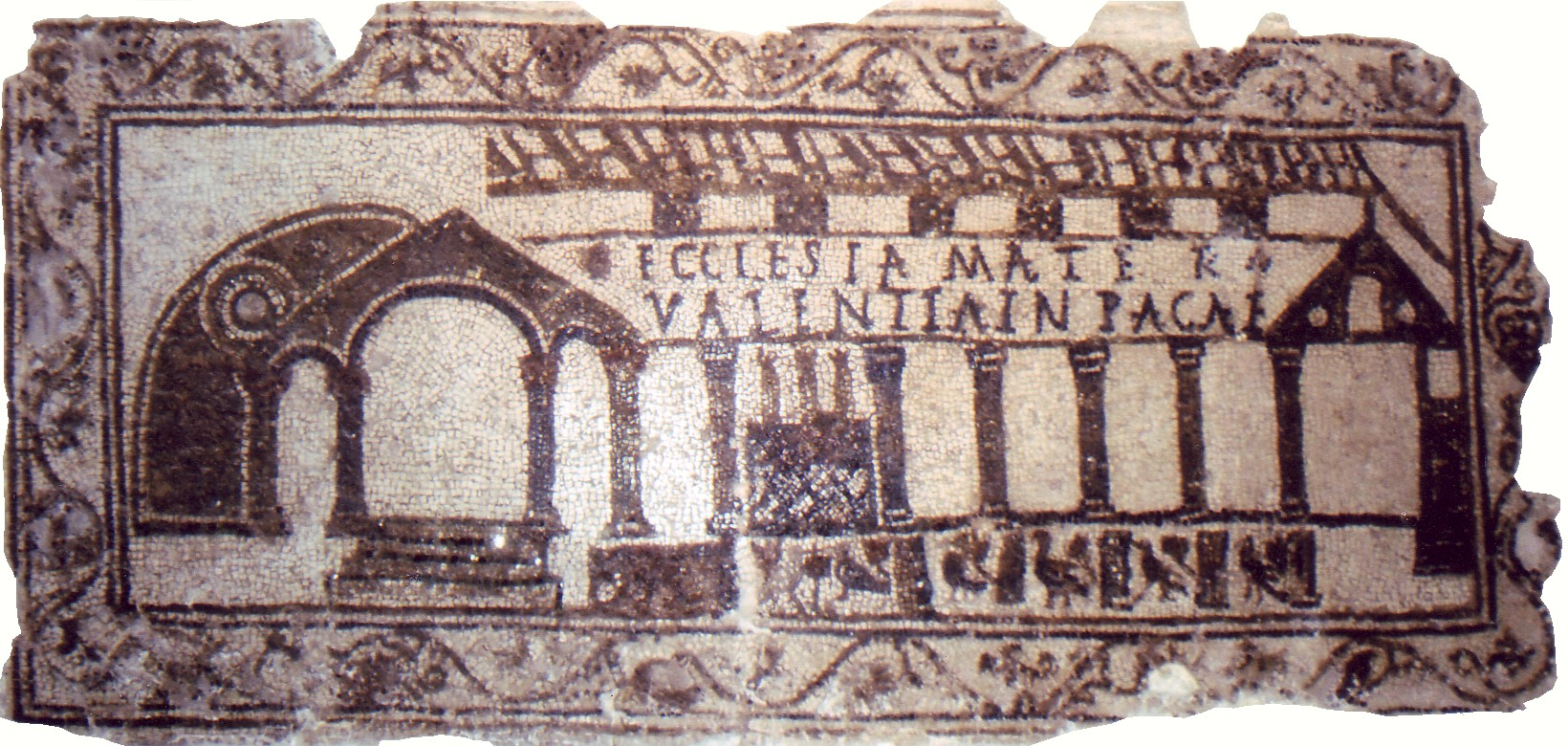
Mosaïque de l'Ecclesia Mater provenant de Tabarka et conservée au musée national du Bardo qui figure une basilique en coupe datée des.

Le site archéologique a livré une nécropole dont une tombe datée de l'époque punique,. La nécropole punique était installée sur une colline qui a été détruite par l'installation de la carrière. Dans l'Antiquité tardive, la région possédait un évêché dont trois titulaires sont connus aux Ve – VIe siècles.
Le baptistère est retrouvé au sud d'une basilique paléochrétienne qui en comportait trois. L'édifice était orienté vers l'ouest et le baptistère, sur un axe ouest-est, était situé dans une salle située dans sa partie sud. La basilique comportait trois nefs « très mal conservées » au moment de la redécouverte du site.
Trois phases dans l'histoire du baptistère ont été identifiées mais seule la dernière est bien connue. Les archéologues ont retrouvé sous le baptistère les vestiges d'un autre baptistère et des canalisations, ainsi qu'un dernier baptistère à l'ouest. Des incertitudes persistent sur la datation du complexe dans sa dernière phase. La cuve a été datée du VIIe siècle par certains dont Noël Duval,. Habib Ben Younès pense pour sa part à une datation au VIe siècle pour le baptistère et à un aménagement du site de l'édifice chrétien aux Ve – VIe siècles. La fouille a livré une épitaphe avec peut-être un nom d'un diacre, Dinamus,. Selon Erhard Schneider, l'édifice chrétien a été érigé sur « le terrain d'un domaine patricien appartenant à Dinamus », lequel avait été implanté sur le site d'une nécropole punique.

### Redécouverte récente et recherches archéologiques sur le site

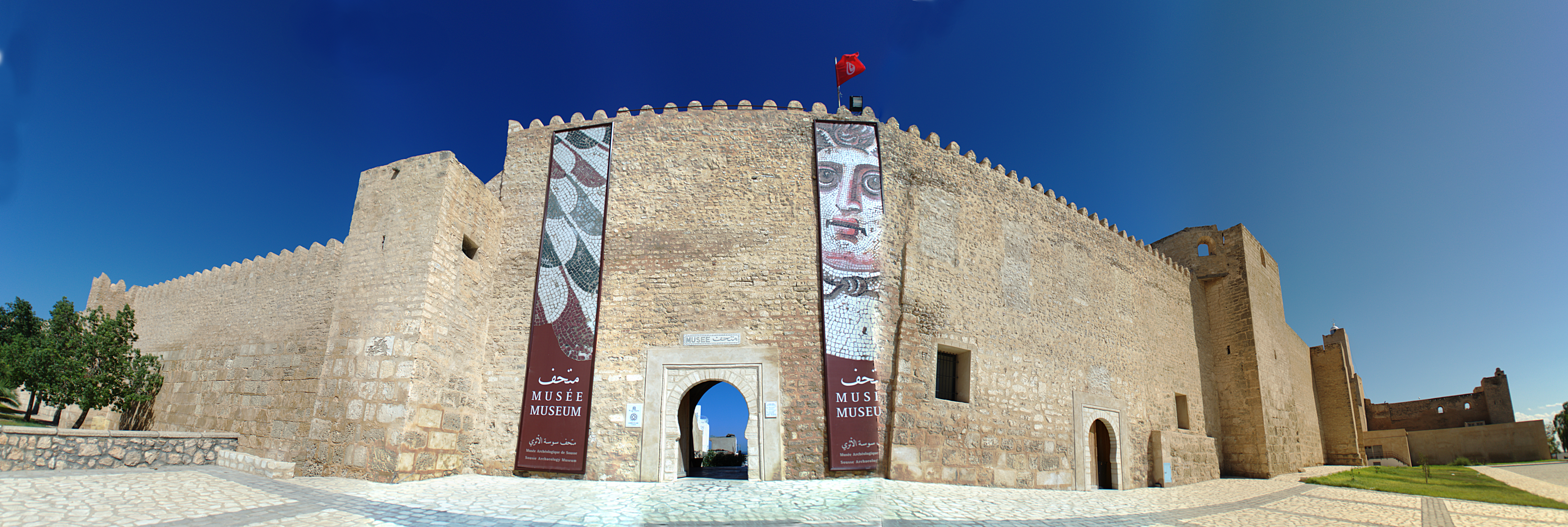
Vue du mur extérieur de la kasbah de Sousse avec l'entrée du musée archéologique de Sousse, qui accueille le baptistère.

L'œuvre est l'une des pièces maîtresses du musée archéologique de Sousse depuis sa découverte au printemps 1993. La précédente découverte d'un baptistère aussi bien conservé, le baptistère de Kélibia, conservé pour sa part au musée national du Bardo, est datée de 1949.
La découverte est liée à des travaux d'une carrière de tuf ouverte du fait des besoins en matériaux liée à l'urbanisation des côtes tunisiennes. Enfoui dans le sol, le baptistère a été préservé des engins de chantier en action sur le site, qui ont emporté le rebord et la mosaïque de la salle qui le contenait. Selon Erhard Schneider, le bâtiment religieux était « déjà fort arasé […] bien avant l'exploitation de la carrière ». La basilique déjà en ruines a perdu cependant les nefs centrale et latérale gauche dans l'exploitation de la carrière,, « la salle baptismale et l'essentiel de la basilique » persistant encore avant cette date.
Le site d'El Gaala fait l'objet de fouilles durant l'été 1995, en particulier sur un four préromain et quelques tombes appartenant à une nécropole punique. Ces fouilles ont également permis de reconnaître plusieurs bâtiments autour de la basilique. Trois cuves baptismales ont été retrouvées : l'une au sud, dont a été conservé le système de canalisation, une autre derrière l'abside et la dernière, sur « un axe ouest-est » et polylobée, qui est la pièce archéologique exposée.
Le baptistère et les mosaïques, en particulier des épitaphes, ont été déposés au musée archéologique de Sousse. Le baptistère est l'une des œuvres-phares de la Saison tunisienne en France organisée au Petit Palais à Paris, du 9 mars au 2 juillet 1995 dans le cadre de l'événement Carthage : l'histoire, sa trace et son écho qui rassemble 250 œuvres archéologiques ainsi que des travaux démontrant « le rayonnement de la ville dans la conscience occidentale ». Le baptistère fait partie des pièces sélectionnées à l'automne 2020 pour être reproduites de façon miniature pour le projet « Musées pour tous » destiné à rendre accessibles les musées aux malvoyants.

## Description

### Description générale
Le baptistère est un élément paléochrétien fréquent sur les sites archéologiques de l'actuelle Tunisie mais exceptionnel par son état de conservation. Dans sa configuration conservée, il s'agit d'un rectangle de 2,50 mètres sur 2,20 mètres et d'une profondeur de 1,43 mètre (1,32 m selon Erhard Schneider). La taille maximale conservée de la mosaïque est de 2,80 mètres dans le sens nord-sud et 2,37 mètres dans le sens est-ouest. Le baptistère était initialement de forme carrée, avec un rebord d'environ 1,30 mètre libérant au centre un espace de 4,77 mètres de côté. La margelle mesurait 4,77 m de côté.

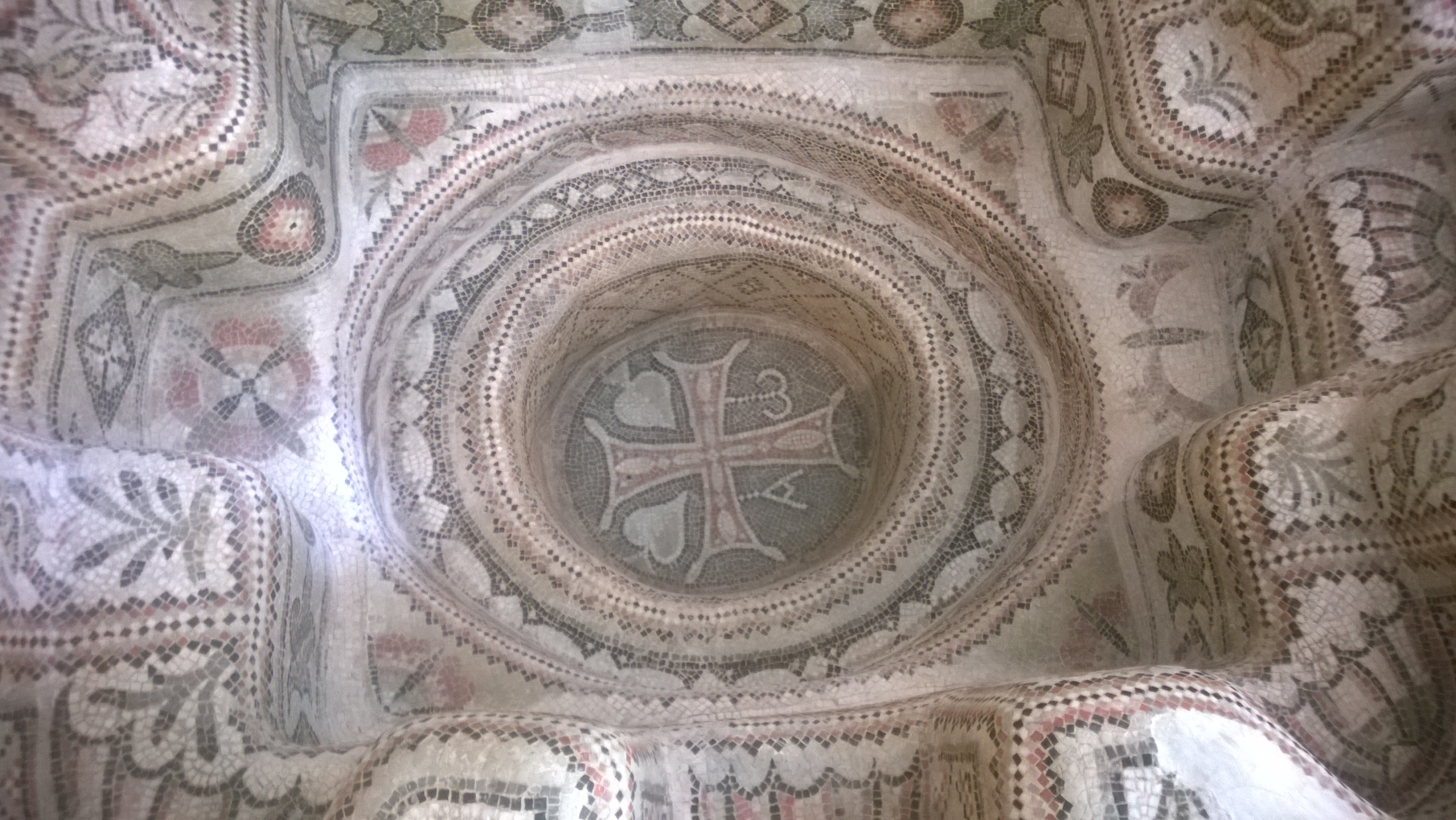
Vue du dessus de la cuve.

La cuve au sens strict, qui mesure 2,18 mètres sur 1,96 mètre, est profonde de 1,35 m. Dotée d'une forme très originale, elle est richement ornée de mosaïques et d'un décor varié. Le baptistère possède huit contre-marches dont quatre rectangulaires et quatre en forme d'alvéole. Deux marches permettent de descendre au fond de la cuve. Un des deux niveaux du fond de la cuve a une forme circulaire. Le rebord possède un décor végétal de rinceaux d'acanthes, de fleurs, de fruits et d'oiseaux, dont des rapaces. La cuve comporte au fond une croix avec l'alpha et l'oméga.
Les tesselles d'environ un centimètre sont en calcaire de couleurs diverses (vert, jaune, blanc, rose et noir), en terre cuite et en marbre, mais aussi en verre,.

### Iconographie et texte
Le baptistère « compte parmi les plus beaux découverts » en Tunisie selon Habib Ben Younès. 

#### Iconographie

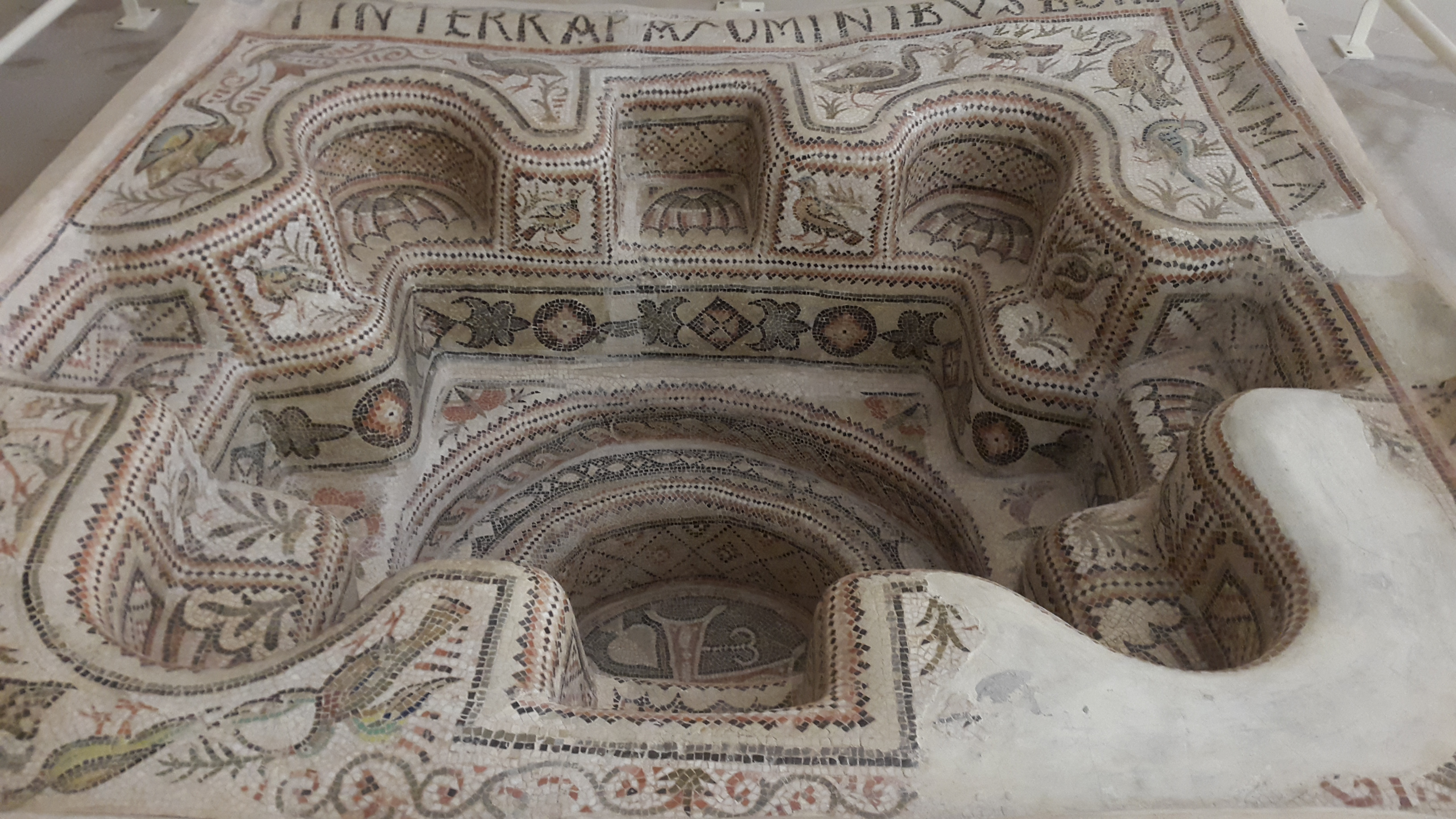
Vue du baptistère avec un côté endommagé par les engins de chantier et des fragments d'inscriptions.

Les mosaïques de la basilique de Bekalta comportaient « un répertoire décoratif courant » à l'époque byzantine. Le décor comporte à la fois des représentations géométriques, végétales et d'oiseaux.
Le baptistère comporte deux représentations d'« un rapace aux ailes déployées » dans les angles nord-est et sud-ouest, des faucons ou des éperviers avec un décor de roses et de palmettes. Les deux rapaces possèdent une symbolique solaire et dans un cadre chrétien « la victoire de Jésus sur la mort et le péché ». Sur les angles sud-est et nord-ouest, il existe un motif floral avec deux canards au sens symbolique mystérieux.
Les niveaux inférieurs comportent de riches motifs. Les contre-marches sont pourvues de motifs géométriques, dont des zigzags. Entre chaque contre-marche se trouve un oiseau interprété comme une colombe, « symbole du Saint-Esprit ». Les marches comportent une représentation d'une coquille, « symbole de fécondité ». Un motif proche a été découvert dans un baptistère à Hammam Lif.
Les marches d'accès à la base de la cuve comportent des éléments végétaux et géométriques. La marche permettant de remonter la cuve comporte une rosace et un motif de croix de saint André. Le motif est utilisé une seule fois ; la croix est formée de feuilles d'olivier. Les deux derniers niveaux avant le fond de la cuve possèdent pour l'un d'entre eux des motifs divers, dont des vagues. Vu du dessus, on aperçoit une croix inscrite dans une couronne. Le mur de la cuve comporte « un ensemble réticulé ». La croix présente au fond de la cuve est remarquable et s'inspire selon Erhard Schneider de la croix érigée au Golgotha par Théodose en 420, qui a eu une postérité dans l'Empire romain. L'alpha et l'oméga étaient attachés à la croix. Les bras de la croix s'élargissent aux extrémités. Le fond de la croix est rouge, sa bordure extérieure est blanche et le milieu est occupé par un motif en forme de croix « bouletée ». Dans la partie inférieure de la croix se trouvent l'alpha et l'oméga et, dans la partie supérieure, des feuilles munies d'un pétiole.

#### Inscription
Le baptistère possédait une inscription latine qui a été mutilée, la « salutation des anges aux bergers » (Luc 2, 14), l'inscription du Gloria in excelsis Deo sur la bordure. L'inscription est bien conservée sur les côtés sud et ouest, et le côté est a pu être restitué.

« Inscription de la bordure
[g]loria [in excelsi]s deo et in terra pax ominibus bone bolumtatis laudamus te

Traduction française
Gloire à Dieu au plus haut des cieux et paix sur la Terre aux hommes qu'il aime. Nous te louons »

La forme des lettres utilisées dans l'inscription est particulière, en particulier le A, le X et le D et une « évolution du latin par rapport à la période classique », avec parmi les évolutions « un rendu phonétique ».
Deux autres inscriptions du « cantique angélique » sont connues en Byzacène, comme à Uppenna. L'expression Laudamus Te présente à la fin du texte est proche d'une autre formule Deo laudes, « acclamation proprement donatiste ».

## Interprétation

### Iconographie aux origines profanes et bibliques
Les mosaïques byzantines de Tunisie sont une réutilisation initiale de motifs profanes selon Taher Ghalia, avec une réinterprétation, outre une construction d'un corpus lié à « l'iconographie des objets des arts mineurs ». L'utilisation d'un motif avait une signification liturgique. Le décor a une interprétation symbolique liée au déroulement des cérémonies : le futur baptisé descendait dans la cuve par l'ouest, « domaine des ténèbres », et remontait par l'est, « domaine de la lumière ».
Le décor, en particulier végétal, rapproche le baptistère du VIe siècle avec des similitudes de la basilique de Dermech à Carthage, de Sbeïtla, de Bulla Regia, de Sabratha, voire de la basilique Saint-Vital de Ravenne. La présence de rapaces aux ailes déployées est liée aux textes (Matthieu 28, 24 ; saint Ambroise, De sacramentis, IV, 7) et représente le « passage entre deux états pour les néo-baptisés accédant à la foi ».
Il y a eu également une « migration [des] symboles du paganisme vers le christianisme ». Les motifs géométriques avaient une raison d'être apotropaïque (protection contre le mauvais œil) et sont répandus sur les travaux des mosaïstes de la région. Il y a donc « une relecture chrétienne du patrimoine de la région » à la suite des préceptes de Fulgence de Ruspe, « le plus grand théologien africain de son temps », célèbre surtout pour ses controverses contre l'arianisme des Vandales.

### Forme originale et datation incertaine

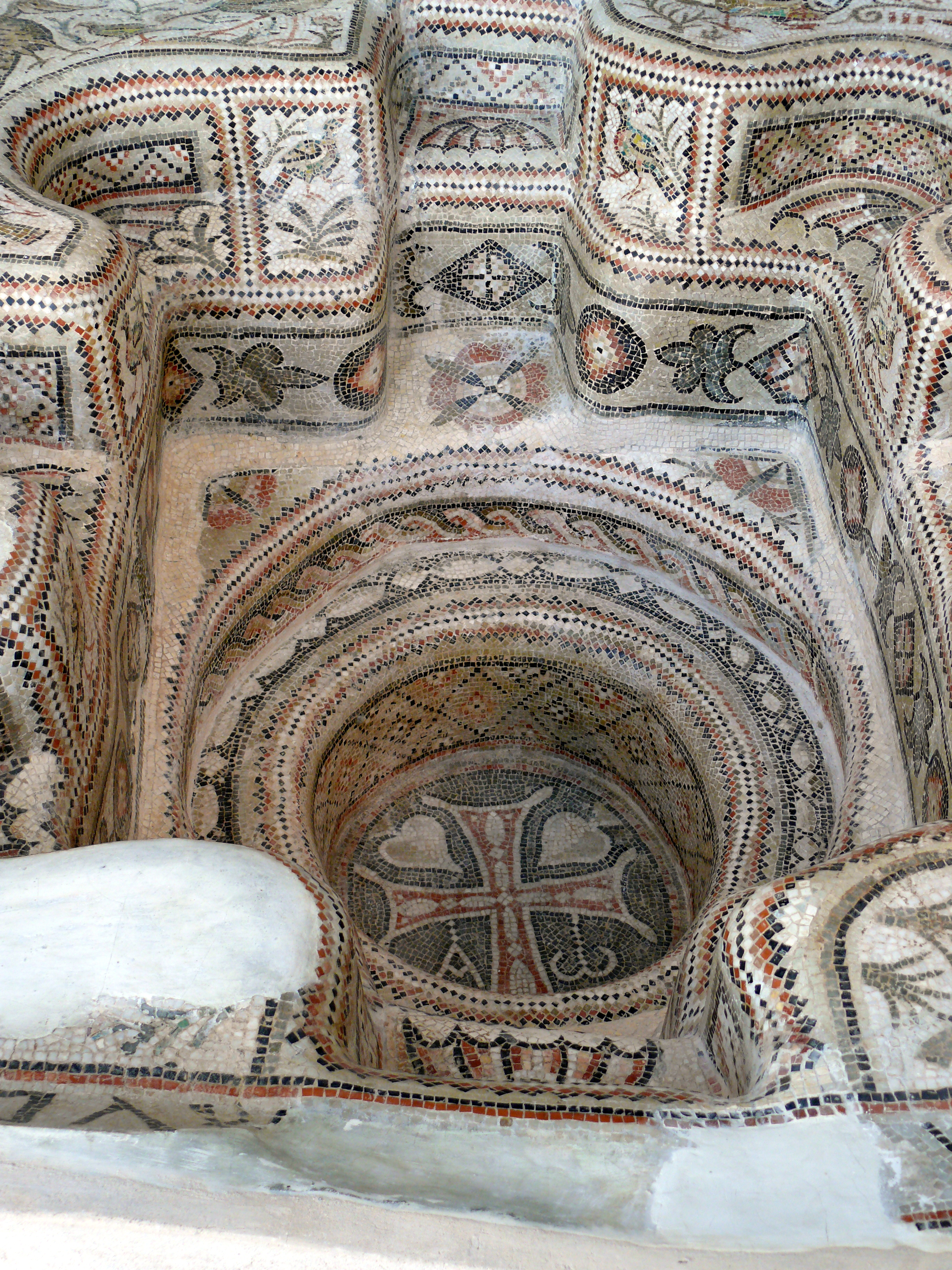
Vue aérienne de la cuve baptismale dans le sens ouest-est, sens supposé de circulation des catéchumènes.

La forme de la croix en mosaïque du fond de la cuve, née au Ve siècle, se répand aux VIe et VIIe siècles de la Syrie à l'Irlande.
La forme des marches de la cuve semble également se rapprocher selon Noël Duval et Néjib Ben Lazreg des bassins des atriums des riches villas romaines. Les chiffres 4, 6 ou 8 possèdent une symbolique selon Christian Courtois. Le huitième jour est celui de la circoncision du Christ et celui de la Résurrection, une « circoncision spirituelle ». Selon Paul Gauckler, la forme est liée au baptême simultané de plusieurs personnes. Selon le père Silvio Gaston Moreno, la forme de la cuve est davantage liée à des considérations esthétiques du fait que l'accès était sans doute prévu pour un sens de circulation précis.
Le baptistère serait celui d'une église d'un domaine d'un grand propriétaire dénommé Dinamus. L'édifice semble se rapprocher d'édifices cultuels ruraux du Sahel tunisien munis de baptistères. Les mosaïques de l'un de ces édifices sont exposées au musée archéologique de Lamta. Le contexte archéologique invite à privilégier une datation tardive du VIIe siècle pour le baptistère selon Duval. Habib Ben Younès et le père Moreno penchent quant à eux pour une datation au VIe siècle,.

### Témoignage local d'un discours transcendant et signification symbolique de l'iconographie
Les motifs utilisés mettent en avant un « discours cohérent et transcendant », « l'universalité de l'Église et les notions de renaissance par le baptême et d'adhésion à la communauté pour le temps et pour l'éternité », notions diffusées par saint Augustin et Fulgence de Ruspe. Les motifs peuvent également se référer à une spiritualité présente depuis longtemps. Le losange avec une croix et un centre dans un cercle est un symbole connu en Byzacène ; il a une fonction apotropaïque en relation avec le culte rendu à Tanit et à Ba'al Hammon et, dans un contexte chrétien, « peut […] symboliser la miséricorde de Dieu manifestée en Jésus-Christ ».

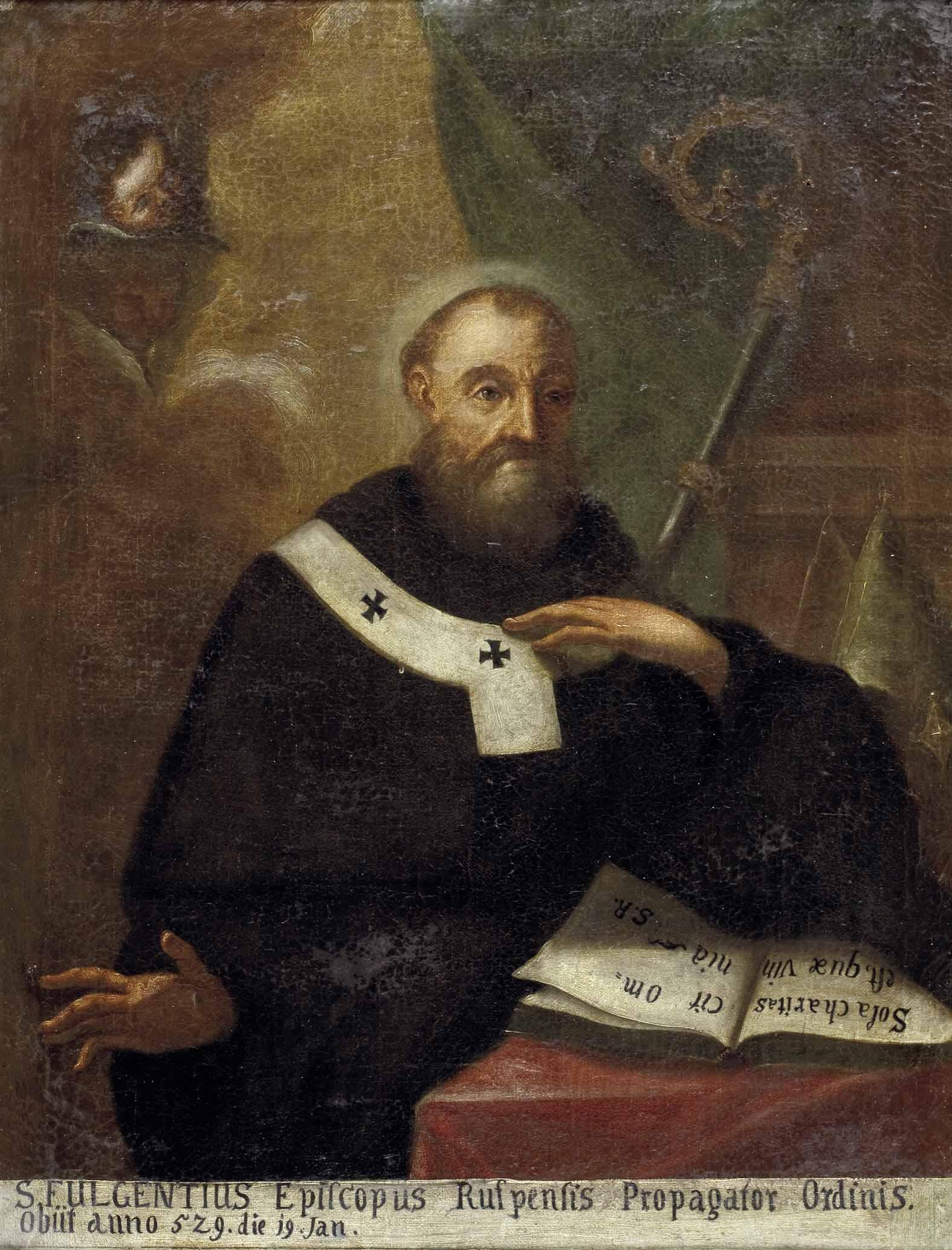
Portrait anonyme de Fulgence de Ruspe, qui a eu un grand rôle dans la doctrine. Inscription en bas du tableau anonyme, S. Fulgentius Episcopus Rufpensis Propagator Ordinis obiit anno 529 die 19. Jan.

Les très nombreux motifs utilisés dans l'iconographie du baptistère possèdent une symbolique. Par exemple, le symbole du centre est très présent et souligné par des tesselles de couleur différente : « symbole du centre du monde » auparavant, il devient « symbole du Dieu unique et de Jésus-Christ, le Sauveur universel ». Le cercle est le symbole de « la Divinité penchée sur sa création ». La croix dans le cercle est, selon Erhard Schneider, le « symbole de la présence régénératrice de Dieu donnant la nouvelle naissance spirituelle au moment du baptême ». Les trois cercles concentriques évoquent le « mystère trinitaire de Dieu au nom duquel le catéchumène sera baptisé ». Les motifs utilisés dans la cuve rendent l'eau « féconde et pleine » de la « force régénératrice de l'Esprit » selon l'interprétation de textes de saint Cyprien. L'alpha et l'oméga reliés à la croix se réfèrent quant à eux à Apocalypse, 22, 13-14. La croix est le « symbole de Jésus mort sur la croix » et le martyre est perçu comme un baptême permettant l'accès direct au Paradis selon Tertullien et saint Cyprien, sans attendre la Résurrection de la fin des temps. La couronne visible sur le premier niveau de forme circulaire relève à la fois de l'« expression du désir du martyre, clé du paradis » et de l'« encouragement à persévérer ». Schneider évoque pour l'un des motifs utilisés dans la cuve une influence de la liturgie donatiste ; la communauté vivant sur place serait revenue par la suite au catholicisme. Les mosaïques en forme de carrés présents sur la paroi inférieure de la cuve symbolisent la porte d'entrée de la Jérusalem céleste et un retour à la perfection initiale.

### Ouvrages
Carthage : l'histoire, sa trace et son écho
1. 1 2 3 4 5 6 7 8 9 10 11  Collectif 1995, p. 304.
2. 1 2 3 4 5 6 7 8 9  Collectif 1995, p. 307.
3. 1 2  Collectif 1995, p. 305.
4. 1 2 3 4 5  Collectif 1995, p. 306.
5. ↑  Collectif 1995, p. 304-306.

Basiliques chrétiennes d'Afrique du Nord
1. 1 2 3 4 5 6 7 8 9 10 11  Baratte et al., p. 227.
2. 1 2 3 4 5 6 7  Baratte et al., p. 228.
3. ↑  Baratte et al., p. 227-228.

Le baptistère d'El-Gaalla
1. 1 2 3 4 5 6 7 8 9  Schneider 1995, p. 85.
2. 1 2  Schneider 1995, p. 90.
3. 1 2 3  Schneider 1995, p. 86.
4. ↑  Schneider 1995, p. 86-87.
5. ↑  Schneider 1995, p. 87.
6. 1 2  Schneider 1995, p. 87-88.
7. 1 2 3 4  Schneider 1995, p. 88.
8. ↑  Schneider 1995, p. 85-86.
9. 1 2 3 4  Schneider 1995, p. 91.
10. 1 2  Schneider 1995, p. 94.
11. 1 2 3  Schneider 1995, p. 95.
12. ↑  Schneider 1995, p. 91-92.
13. 1 2  Schneider 1995, p. 92.
14. ↑  Schneider 1995, p. 105.
15. ↑  Schneider 1995, p. 95-96.
16. ↑  Schneider 1995, p. 96.
17. ↑  Schneider 1995, p. 96-97.
18. ↑  Schneider 1995, p. 90-91.
19. 1 2  Schneider 1995, p. 104-105.
20. ↑  Schneider 1995, p. 94-95.
21. ↑  Schneider 1995, p. 98-99.
22. ↑  Schneider 1995, p. 97.
23. ↑  Schneider 1995, p. 92-93.
24. ↑  Schneider 1995, p. 102-103.
25. ↑  Schneider 1995, p. 99.
26. ↑  Schneider 1995, p. 100.
27. ↑  Schneider 1995, p. 100-101.
28. ↑  Schneider 1995, p. 106.
29. ↑  Schneider 1995, p. 103-104.
30. ↑  Schneider 1995, p. 104.
31. ↑  Schneider 1995, p. 101-102.

El Gaala, site périphérique de la ville de Thapsus (Ras Dimas) à l'époque préromaine : note préliminaire
1. ↑  Ben Younès 2002, p. 11.
2. 1 2 3  Ben Younès 2002, p. 12.
3. ↑  Ben Younès 2002, p. 9-11.
4. ↑  Ben Younès 2002, p. 11-12.

La mosaïque byzantine en Tunisie
1. 1 2  Ghalia 2001, p. 74.
2. ↑  Ghalia 2001, p. 75.
3. ↑  Ghalia 2001, p. 77.

Le baptême et les baptistères chrétiens en Tunisie
1. 1 2 3 4 5  Moreno 2020.

Histoire générale de la Tunisie
1. ↑  Slim et al. 2003, p. 340.
2. ↑  Slim et al. 2003, p. 343-344.
3. ↑  Slim et al. 2003, p. 439.
4. ↑  Slim et al. 2003, p. 349-350.
5. ↑  Slim et al. 2003, p. 352-353.
6. ↑  Slim et al. 2003, p. 354.
7. ↑  Slim et al. 2003, p. 373.
8. ↑  Slim et al. 2003, p. 374-376.
9. ↑  Slim et al. 2003, p. 360-362.
10. ↑  Slim et al. 2003, p. 358-360.
11. ↑  Slim et al. 2003, p. 358.
12. ↑  Slim et al. 2003, p. 384-387.
13. ↑  Slim et al. 2003, p. 387.
14. ↑  Slim et al. 2003, p. 400-402.
15. ↑  Slim et al. 2003, p. 404-405.
16. ↑  Slim et al. 2003, p. 405-406.
17. ↑  Slim et al. 2003, p. 412.
18. ↑  Slim et al. 2003, p. 417-418.
19. ↑  Slim et al. 2003, p. 420-421.

L'Afrique romaine
1. 1 2 3 4 5  Corbier et Griesheimer 2005, p. 158.
2. 1 2 3 4 5  Corbier et Griesheimer 2005, p. 159.

L'Afrique romaine : de l'Atlantique à la Tripolitaine (146 av. J.-C.-533 ap. J.-C.)
1. ↑  Briand-Ponsart et Hugoniot 2005, p. 261.
2. ↑  Briand-Ponsart et Hugoniot 2005, p. 377.
3. ↑  Briand-Ponsart et Hugoniot 2005, p. 415-416.

### Autres
1. ↑  Abdelhamid Hénia, Être notable au Maghreb : dynamique des configurations notabiliaires, Paris, Maisonneuve et Larose, 2006, 364 p. (ISBN 978-2706818028, lire en ligne), p. 44.
2. ↑  Cameron, Ward-Perkins et Whitby 2000, p. 125.
3. ↑  Cameron, Ward-Perkins et Whitby 2000, p. 553.
4. ↑  Piganiol 1964, p. 53.
5. ↑  Modéran 2013, p. 685.
6. ↑  Michel Grodent, « Carthage est à Paris, au Petit Palais, honneur à la cité phénix ! », sur lesoir.be, 17 mars 1995 (consulté le 9 décembre 2020).
7. ↑  Chokri Ben Nessir, « Tfanen - Projet « Musées pour tous » pour les non-voyants : le réveil du regard », sur lapresse.tn, 23 septembre 2019 (consulté le 9 décembre 2020).

#### Ouvrages généraux ou articles généraux ou non liés directement au site archéologique
- Dominique Arnauld, Histoire du christianisme en Afrique : les sept premiers siècles, Paris, Karthala, 2001, 378 p. (ISBN 978-2845861909).
- François Baratte, Fathi Béjaoui, Noël Duval, Sarah Berraho, Isabelle Gui et Hélène Jacquest, Basiliques chrétiennes d'Afrique du Nord, Bordeaux, Ausonius, coll. « Inventaire des monuments de la Tunisie » (no II), 2014, 319 p. .
- Fathi Béjaoui, « Les grandes découvertes de l'Antiquité tardive », Dossiers d'archéologie, vol. janvier-février, no 200,‎ 1995, p. 30-39 (ISSN 1141-7137).
- Claude Briand-Ponsart et Christophe Hugoniot, L'Afrique romaine : de l'Atlantique à la Tripolitaine (146 av. J.-C.-533 ap. J.-C.), Paris, Armand Colin, 2005, 576 p. (ISBN 978-2200260088). .
- (en) Averil Cameron, Bryan Ward-Perkins et Michael Whitby, The Cambridge Ancient History, vol. XIV : Late Antiquity: Empire and Successors, A.D. 425–600, Cambridge, Cambridge University Press, 2000, 1185 p. (ISBN 978-0521325912). .
- Paul Corbier et Marc Griesheimer, L'Afrique romaine : 146 av. J.-C.-439 ap. J.-C., Paris, Ellipses, 2005, 432 p. (ISBN 978-2729824419). .
- Noël Duval, « Un atelier de « mosaïques funéraires » à Acholla au IVe siècle (fouilles Fendri sous la direction de G. Picard en 1947-1954) [études d'archéologie chrétienne nord-africaine, XXXI] », Mélanges de l'École française de Rome, vol. 115, no 2,‎ 2003, p. 755-777 (lire en ligne, consulté le 9 décembre 2020).
- Taher Ghalia, « La mosaïque byzantine en Tunisie », Dossiers d'archéologie, no 268,‎ novembre 2001, p. 66-77 (ISSN 1141-7137). .
- Nicolas Lamare, « Architecture et motif littéraire de la fontaine, Orient-Occident », dans Christine Hamdoune, Parure monumentale et paysage dans la poésie épigraphique de l'Afrique romaine : recueil de carmina latina epigraphica, Bordeaux, Ausonius, 2016 (lire en ligne), p. 263-273.
- Yves Modéran, Les Maures et l'Afrique romaine (IVe – VIIe siècle), Rome, Publications de l'École française de Rome, coll. « Bibliothèque des Écoles françaises d'Athènes et de Rome », 2013, 900 p. (ISBN 978-2-7283-1003-6, DOI 10.4000/books.efr.1395, lire en ligne). .
- André Piganiol, Ve siècle, les événements : le sac de Rome, Paris, Albin Michel, coll. « Le Mémorial des Siècles », 1964, 397 p. .
- Hédi Slim, Ammar Mahjoubi, Khaled Belkhodja et Abdelmajid Ennabli, Histoire générale de la Tunisie, vol. I : L'Antiquité, Paris, Maisonneuve et Larose, 2003, 462 p. (ISBN 978-2706816956). .

#### Travaux sur le site ou sur le baptistère
- Habib Ben Younès, « El Gaala, site périphérique de la ville de Thapsus (Ras Dimas) à l'époque préromaine : note préliminaire », dans Africa, Tunis, Institut national du patrimoine, 2002 (lire en ligne), p. 9-15. .
- Erhard Schneider, « Le baptistère d'El-Gaalla », IBLA, vol. 58, no 175,‎ 1995, p. 85-106. .
- Collectif, Carthage : l'histoire, sa trace et son écho, Paris, Paris Musées, 1995, 319 p. (ISBN 9973-22-026-9), p. 304-307.  (notice par Noël Duval et Néjib Ben Lazreg).